# Rhombonotus
Rhombonotus L. Koch, 1879 è un genere di ragni appartenente alla famiglia Salticidae.

## Distribuzione
L'unica specie oggi nota di questo genere è stata rinvenuta nella regione australiana del Queensland.

## Tassonomia
Questo genere è stato rimosso dalla sinonimia con Ligonipes Karsch, 1878, da un lavoro degli aracnologi Davies e Zabka del 1989.
A dicembre 2010, si compone di una specie:
- Rhombonotus gracilis L. Koch, 1879[2] — Queensland